# Shenesisch für Anfänger
Shenesisch für Anfänger ist das Debütalbum der Rapperin She MC. Er erschien Anfang 2010. Das Wort „Shenesisch“ stellt ein Wortspiel aus „chinesisch“ und dem Künstlernamen der Interpretin dar.

## Entstehung
She MC hatte bereits 2003 ihre Rapkarriere begonnen. In der Folgezeit nahm sie einige Demos auf. Die Tatsache, dass zunächst hintereinander zwei Rapgruppen angehört hatte sowie die Tatsache, dass sie den Leuten ihre Musik „persönlich in die Hand gedrückt“ habe, trug dazu bei, dass das Album erst sehr spät erschien. Zudem hatte sie festgestellt, dass die Entstehung eines solchen nur allmählich zustande kommen könne.

„Ich hatte einfach zwischendrin Spaß. Hab’ das HipHop-Ding vor mich hin gelebt und Demotracks aufgenommen. Ich hab das den Leuten persönlich in die Hand gedrückt – Oldschool eben. Außerdem war ich viel auf Jams. Ich dachte immer: ‚So, jetzt mach ich ein Album.‘ Ich habe später aber gemerkt, dass sich so etwas einfach ergibt und entwickelt. Außerdem war ich mit meinen Mädels auf Tour – das war die beste Zeit.“

## Aufnahmen
Die Aufnahmen fanden im FrequenzFreiheit Studio in Köln sowie im True Busyness Studio in Bad Oeynhausen statt. Für die Produktion und die Mischung des Albums war Sven Ludwig, der auch unter dem Künstlernamen Faltmeister agiert, zuständig. Für das Mastering war Sascha Buehren verantwortlich. Musikalische Gäste sind Avista, Trip Tom, Maxim Noise und Cheri Kedida.

## Stil
Das Album ist weitestgehend dem Stil Hip-Hop zuzuordnen, jedoch wird dies keineswegs dogmatisch eingehalten. So sind bei mehreren Stücken die Beats für das Genre eher untypisch. Ebenso wurde nicht selten mit Gastmusikern zusammengearbeitet. Am stärksten aus der Reihe fällt dabei Prinzessin, auf dem Trip Tom von der Band Kim? Gitarre spielt. Dort rappt die Künstlerin lediglich die erste Strophe, während der Rest des Textes von ihr gesungen wird. In Ohne Penis geht es um ihre Stellung als Frau innerhalb der Szene. Moderne Sklaven beleuchtet die derzeitige Arbeitswelt.
Auf Hitparade, Ich bin She und Shewagon feiert She MC sich selbst. Zeit der Wölfe stellt eine gruselige Gute-Nacht-Geschichte dar, die sie ihrem Sohn erzählt. Dabei stellt sie die Realität als Fabelwesen in Form von Werwölfen, Blutsaugern, Königen und Hexen dar.